# Episodi de L'uomo che cadde sulla Terra
La prima e unica stagione della serie televisiva L'uomo che cadde sulla Terra (The Man Who Fell to Earth), composta da dieci episodi, è stata trasmessa in prima visione sul canale statunitense via cavo Showtime dal 24 aprile al 3 luglio 2022.
In Italia, la stagione è stata distribuita sulla piattaforma streaming on demand Paramount+ dal 15 settembre all'8 novembre 2022.
Ogni episodio prende il nome da una canzone di David Bowie.
| nº | Titolo                               | Prima TV USA   | Pubblicazione Italia |
| -- | ------------------------------------ | -------------- | -------------------- |
| 1  | Hallo Spaceboy                       | 24 aprile 2022 | 15 settembre 2022    |
| 2  | Unwashed and Somewhat Slightly Dazed | 1º maggio 2022 | 15 settembre 2022    |
| 3  | New Angels of Promise                | 8 maggio 2022  | 20 settembre 2022    |
| 4  | Under Pressure                       | 15 maggio 2022 | 27 settembre 2022    |
| 5  | Moonage Daydream                     | 29 maggio 2022 | 4 ottobre 2022       |
| 6  | Changes                              | 5 giugno 2022  | 11 ottobre 2022      |
| 7  | Cracked Actor                        | 12 giugno 2022 | 18 ottobre 2022      |
| 8  | The Pretty Things Are Going to Hell  | 19 giugno 2022 | 25 ottobre 2022      |
| 9  | As the World Falls Down              | 26 giugno 2022 | 1º novembre 2022     |
| 10 | The Man Who Sold the World           | 3 luglio 2022  | 8 novembre 2022      |